# Ljusdal
Ljusdal è una località della Svezia capoluogo dell'omonimo comune, conta 6.100 abitanti e si trova nella contea di Gävleborg.
La città, situata accanto al fiume Ljusnan che va da Bruksvallarna a Ljusne, è famosa per aver ospitato un'edizione dell'annuale Coppa del mondo di bandy, sport popolarissimo in città. La locale squadra di bandy, il Ljusdals BK, ha vinto il campionato nazionale nel 1975.

## Galleria d'immagini

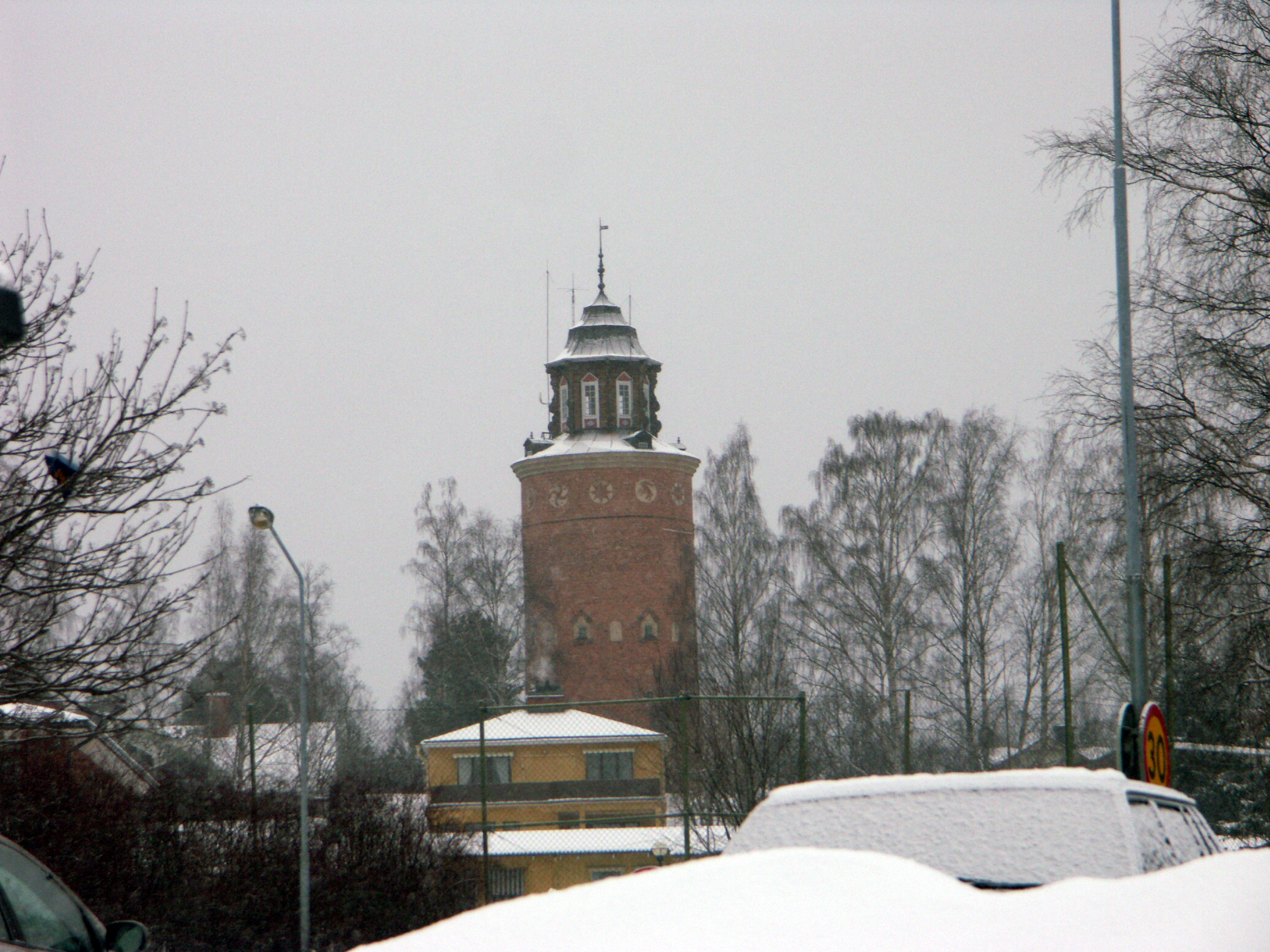
Vecchia torre dell'acqua
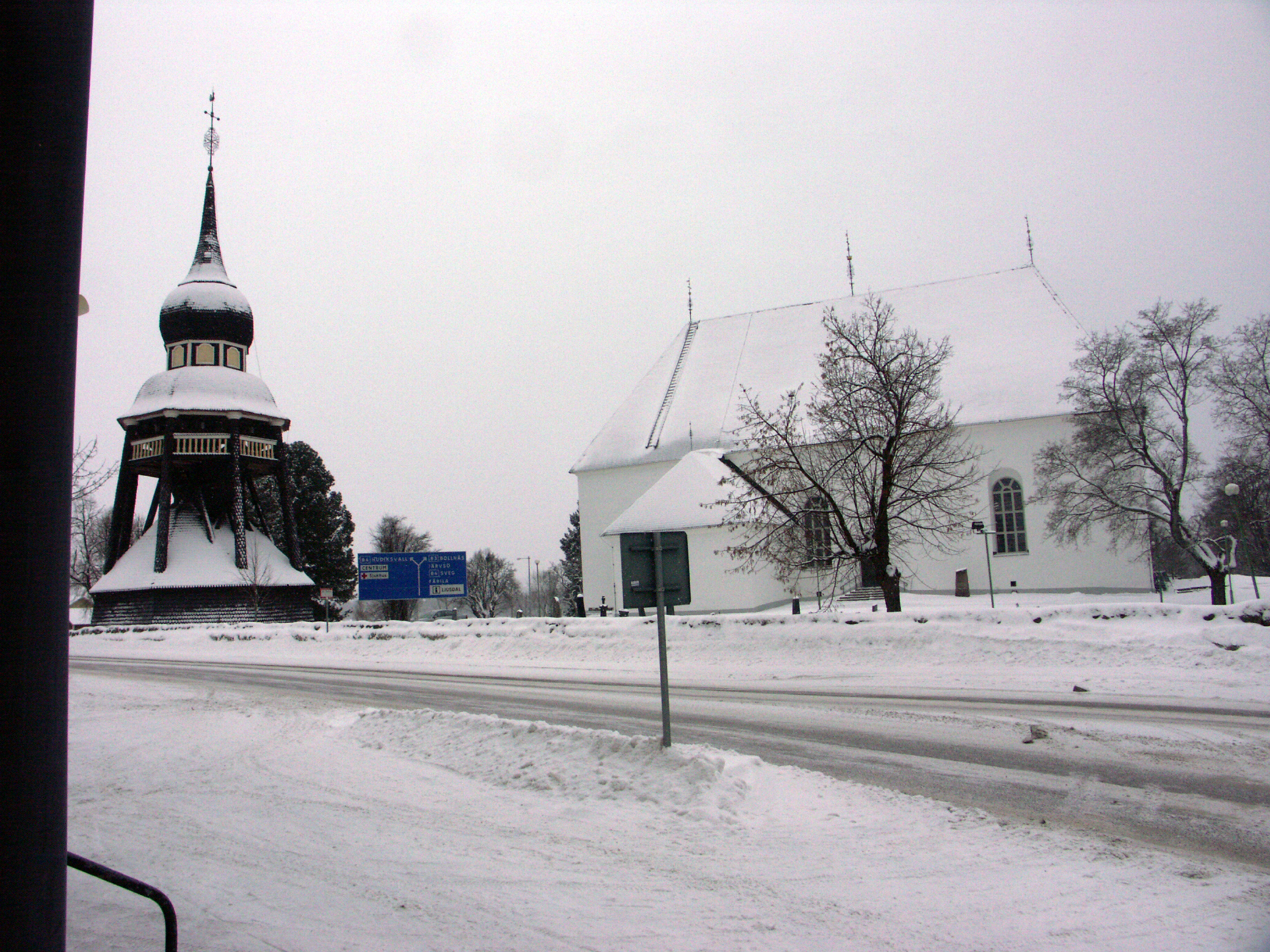
La chiesa cittadina
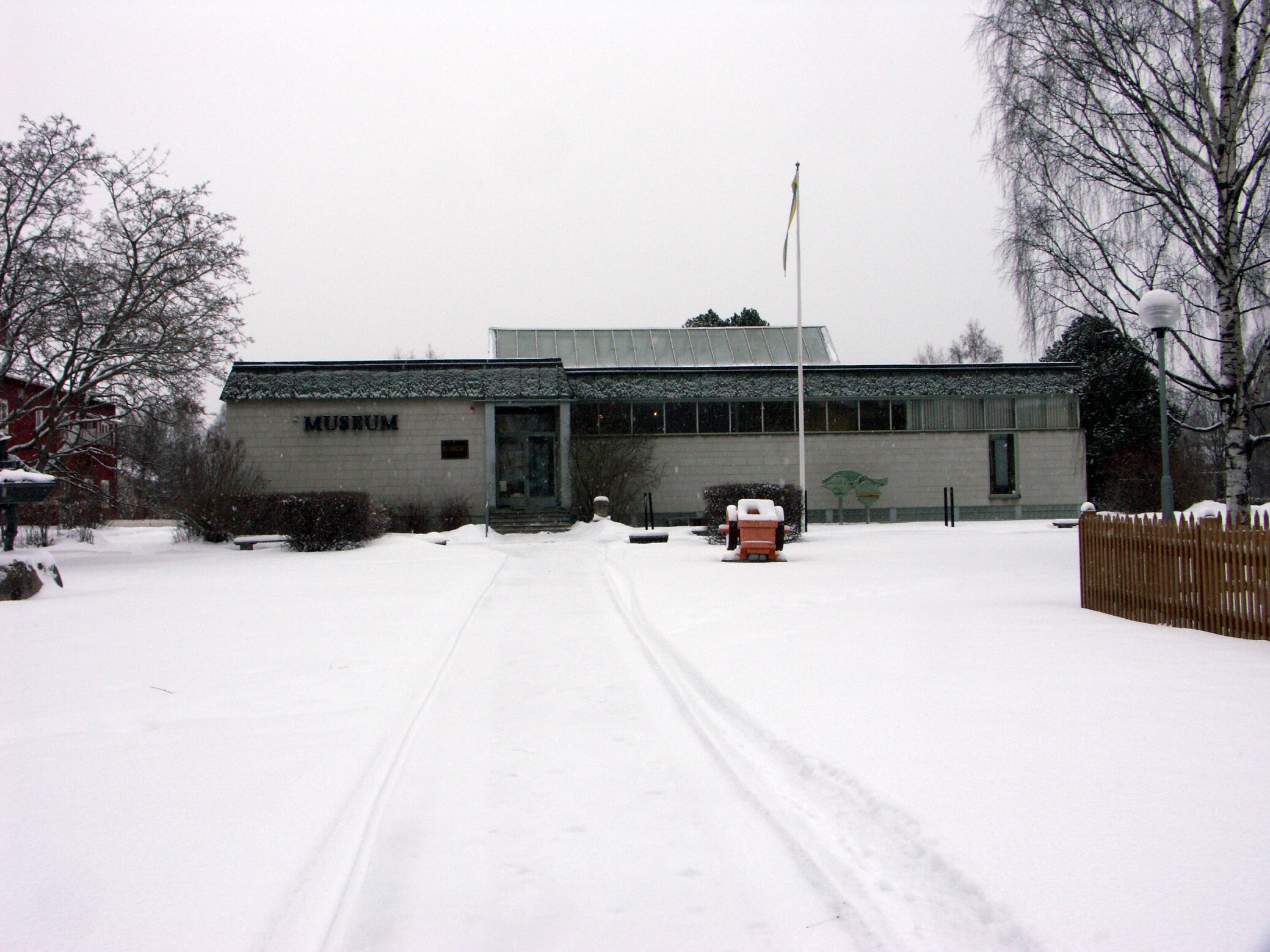
Locale museo rurale
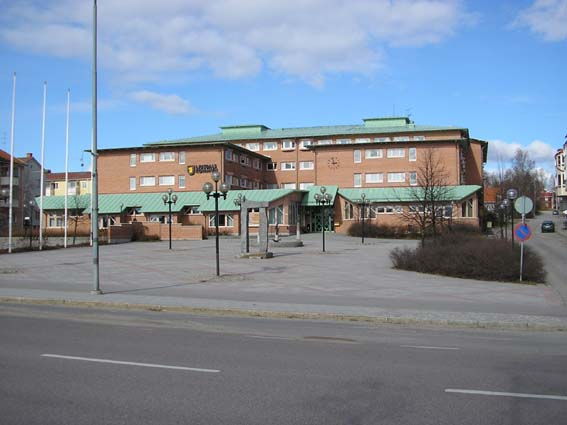
Municipio
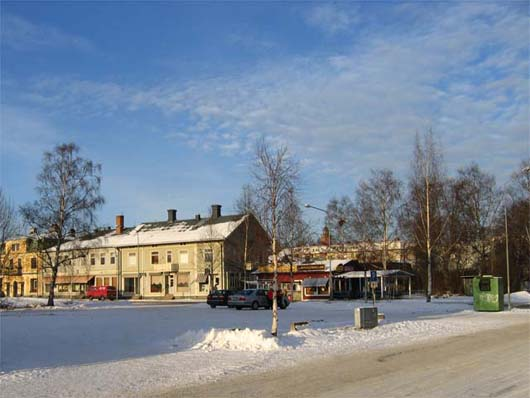
Centro storico della città
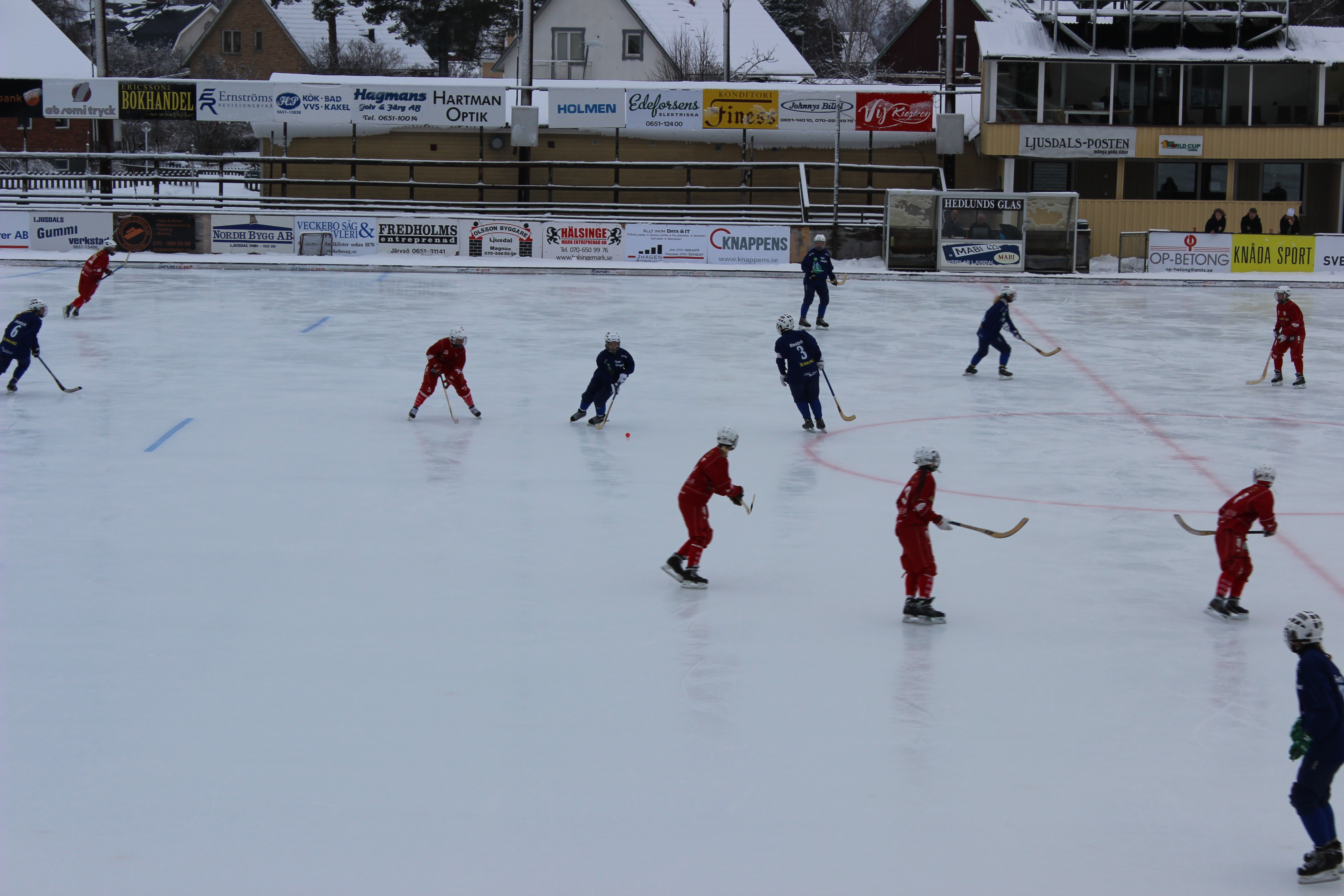
Bandy